# Bungay Castle
Bungay Castle är ett slott i Storbritannien.   Det ligger i grevskapet Suffolk och riksdelen England, i den sydöstra delen av landet, 150 km nordost om huvudstaden London. Bungay Castle ligger 11 meter över havet.
Terrängen runt Bungay Castle är platt. Runt Bungay Castle är det tätbefolkat, med 286 invånare per kvadratkilometer. Närmaste större samhälle är Bungay, 0,22 km sydost om Bungay Castle. Trakten runt Bungay Castle består till största delen av jordbruksmark.